# أليس مشعر
الأليس المشعر نوع نباتي يتبع جنس الأليس من الفصيلة الصليبية.

## البيئة والانتشار
موطنه البلقان وشرق أوروبا والقوقاز  يوجد في أرمينيا ومقدونيا وكرواتيا وبلغاريا ورومانيا وأوكرانيا وجنوب غرب روسيا، وأدخل أيضاً إلى يوغوسلافيا.